# Carlos Ceacero
Carlos Ceacero (Úbeda, 1978) è un regista, sceneggiatore e scrittore spagnolo.

## Biografia
Regista e sceneggiatore diplomato in sceneggiatura all'ECAM di Madrid e in comunicazione audiovisiva (Universidad Complutense di Madrid, Université Paris 8), si è formato lavorando come attore di serie TV in Spagna, e come docente universitario di sceneggiatura e regia in Uruguay. 
In seguito, Ceacero è stato selezionato per due anni consecutivi come artista residente presso la sezione artistica della prestigiosa istituzione franco-spagnola Casa de Velázquez di Madrid, ricevendo nel 2008 il premio Georges Wildenstein de l'Académie des Beaux-Arts  (77e promotion).
Nel 2008 ha partecipato al Berlinale Talent Campus.
Carlos Ceacero ha scritto, prodotto e diretto vari cortometraggi: 
En el Fondo (2001); 
Cerrojos (2004), El hoyo (2006), 
Retrato de mujer blanca con navaja (2008), 
Todos los trenes van a París (2010) e un
documentario Una inmensa prisión (2005).
Attualmente vive in Francia.

## Filmografia

### Regista

#### Cortometraggi
- En el Fondo (2001)

- Cerrojos (2004)

- El hoyo (2006)

- Retrato de mujer blanca con navaja (2008)

- Todos los trenes van a París (2010)

#### Documentari
- Una inmensa prisión (2005)